# دمیترو تولکونوف
دمیترو تولکونوف (اوکراینی: Дмитро Миколайович Толкунов؛ زادهٔ ۲۷ may ۱۹۷۹ (۴۵ سال)) ورزشکار هاکی روی یخ اهل اوکراین است. وی همچنین از بازیکنان هاکی روی یخ در المپیک زمستانی ۲۰۰۲ بوده‌است.